# Траг (ТВ филм)
„Траг” је југословенски ТВ филм из 1974. године. Режирао га је Мухамед Мехмедовић а сценарио су написали Тарик Хаверић и Верослав Ранчић.

## Улоге
| Глумац               | Улога |
| -------------------- | ----- |
| Борис Дворник        |       |
| Драган Максимовић    |       |
| Дана Курбалија       |       |
| Владо Керошевић      |       |
| Заим Музаферија      |       |
| Драган Шаковић       |       |
| Слободан Велимировић |       |
| Сеад Бејтовић        |       |